# 水书
水书（水语：le1 sui3）是一种语素文字，带些象形符号，可以用来书写水语。:132-135水族语言称其为“泐睢”lē suǐ（suǐ，汉语意思为“水”，lē，意为“书”或“文字”）。汉语又称之为反书、水家文、水字。水书受汉字影响很深，约有一半的水书文字受汉字影响而产生。
传统上，只有“水书先生”熟悉这套文字，普通水族人不会在日常生活中使用水书。这套文字主要用于占卜和探地术。
传说中，陸铎公ljok8 to2 qong5发明了水书。

## 历史
最新的考古研究表明，水族文字与河南偃师二里头遗址夏陶上的符号有相通之处，水书先生甚至可以大致解读其含义，这引起了考古学界的重视。进而提出了水族先民来自北方和夏陶符号是同一种文字的可能性。。
水书目前严重濒危，不过中国政府目前已经准备语言复兴。2002年3月，“水书”纳入首批“中国国家级非物质文化遗产”。2006年，水书经国务院批准列入第一批国家级非物质文化遗产名录。今日水族用汉语描述日常活动。

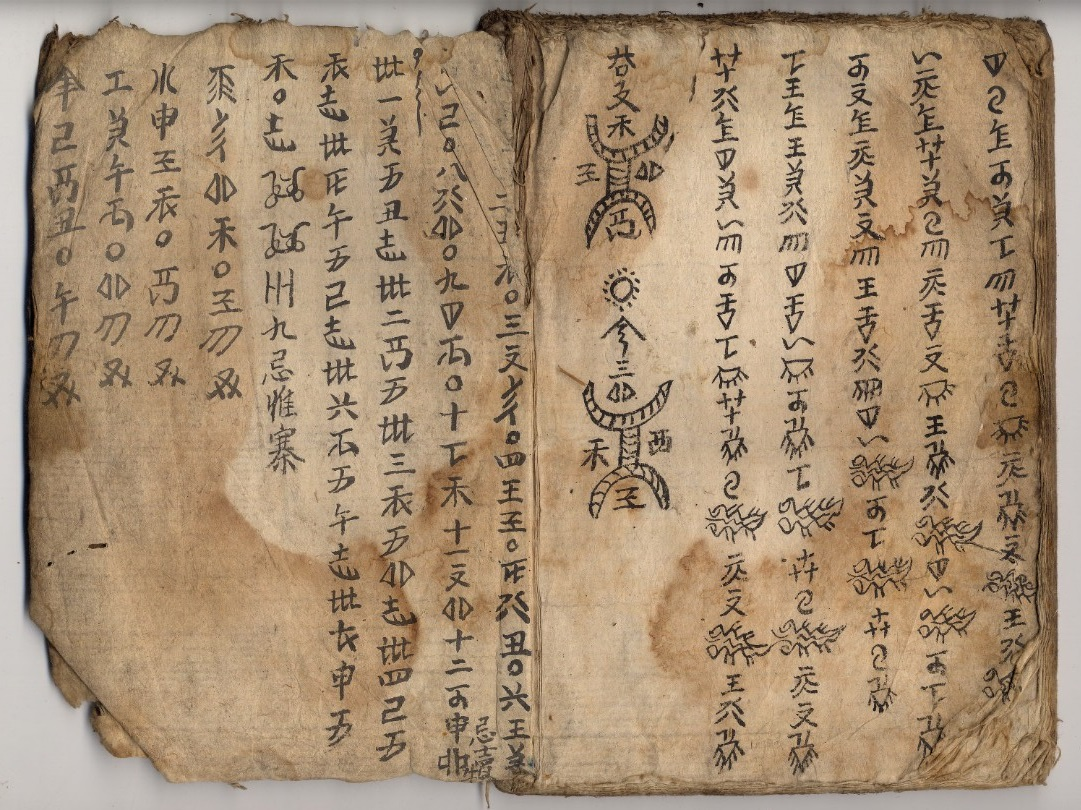
19世纪水书手稿，来自贵州荔波水书研究院
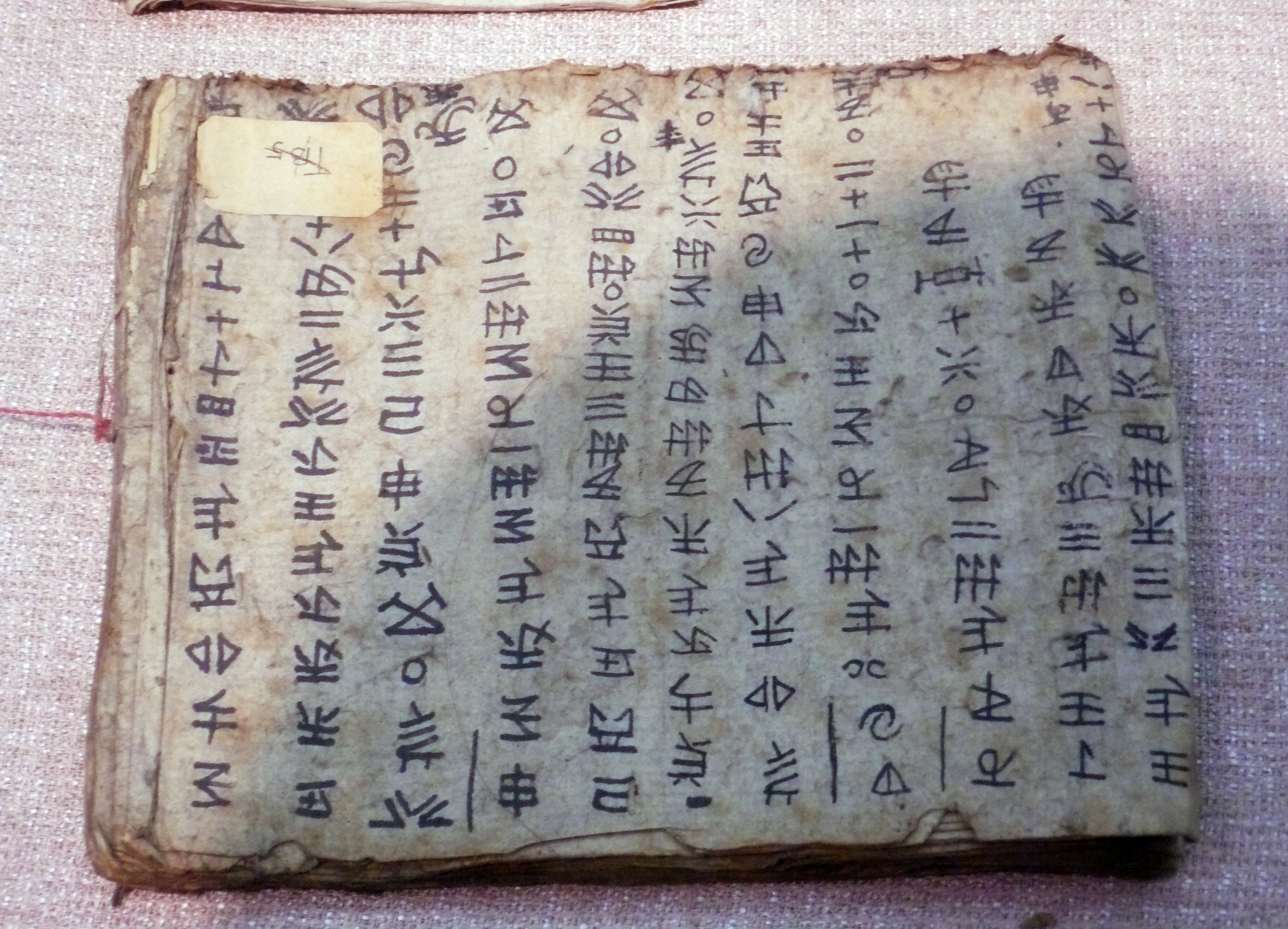
水书《吉凶经》
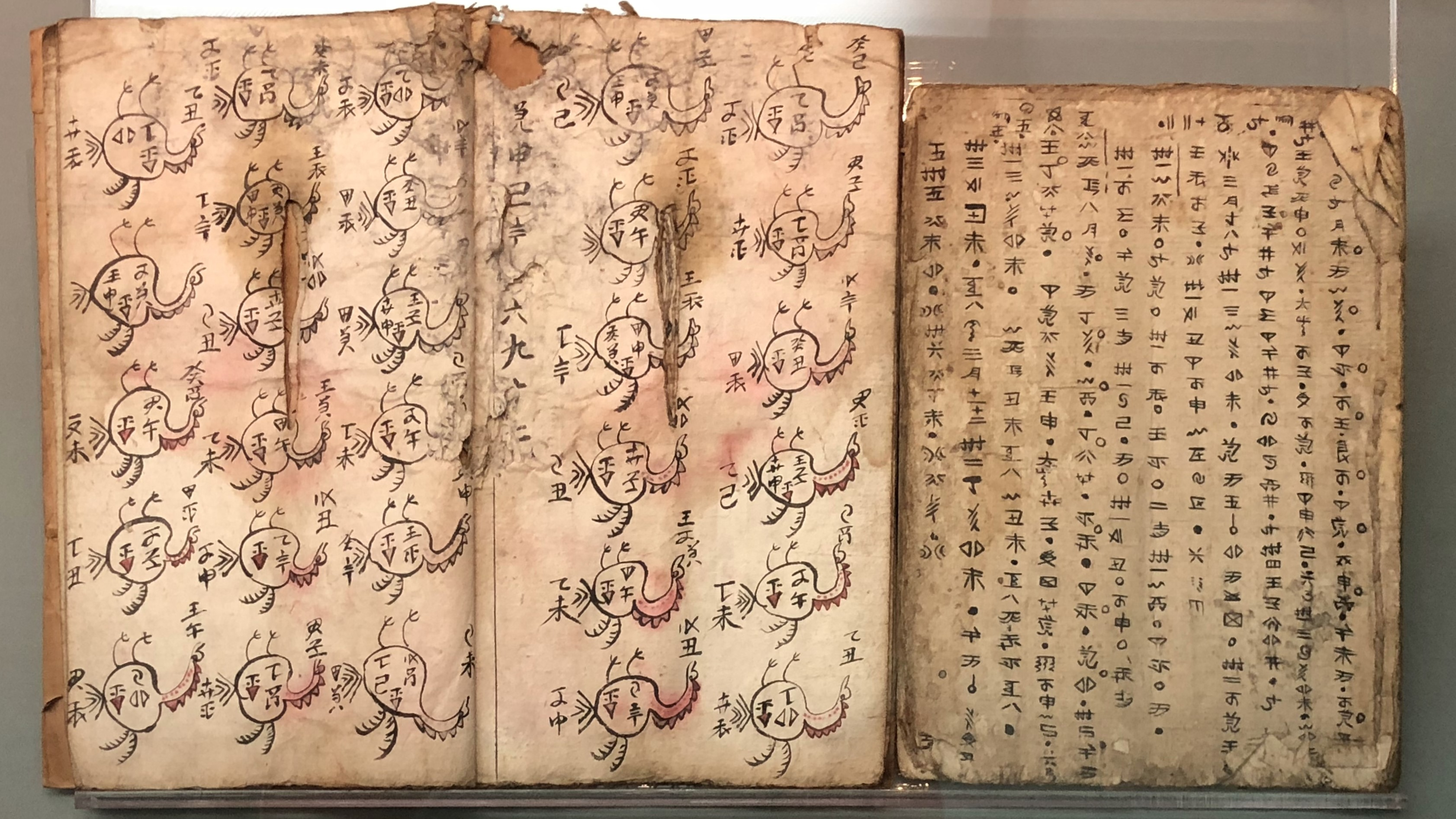
水书抄本

## 特征
见到的水族古文字的载体主要有：口传、纸张手抄、刺绣、刻、木刻、陶瓷鍛造等。水书主要靠手抄、口传流传至今。
水書由水书先生代代相传，其外观类似甲骨文和金文，主要用来记载水族的天文、地理、宗教、民俗、伦理、哲学等文化信息，从右到左直行竖写，无标点符号。水書不完全具備字音對應、獨立成文的功能，因此仍然需要水書先生以專門知識進行解讀。。
书写形式从右到左直行竖写，无标点符号。水书文本不完全反映水语。

### 字符
有至少500个不同的水书字，考虑异体字的话总数可能接近一千。水书用毛笔写在厚白皮紙上。。水书有三种字：汉字、象形字和抽象符号。每个字都表示一个概念，对应一个音节。可分为三类：有些水书字是象形的，如象鸟、鱼形；有些是反映所指事物的特征的，如蜗牛以向内旋的螺线表示。约有一半的字借自左右、上下反写或扭曲的汉字，这也是“反书”称呼的来源。
借自汉字的字主要有四季、数詞、十天干、方位等。也有随阅读方向改变意思的字，如表示“人”的字，在不同语境中可以表示“男”或“女”，横着读则是“死人”。

## Unicode
2015年10月，中国大陆正式申请将水书485个字符编入Unicode。
2017年10月，Unicode暂时为水书划定两个Unicode区段：
- U+1B300—U+1B4FF 水书表意文字（Shuishu Logograms；共230个字符）
- U+1B500—U+1B52F 水书部首（Shuishu Radicals；共47个字符）

它们都位于辅助多语言平面（SMP）内，并依部首、画数排列。
2018年6月1日，魏安和陈永聪（Eiso Chan）曾就水书编入Unicode的事宜进行讨论。但截至2024年，水书尚未正式编入Unicode。

## 参阅
- 今昔文字鏡